# Dannenberg
Dannenberg (Elbe) è una città della Bassa Sassonia, in Germania.
Appartiene al circondario di Lüchow-Dannenberg ed è parte della Samtgemeinde Elbtalaue.